# Christopher White
Pour les articles homonymes, voir White et Chris White.
Sir Christopher White, né le 19 septembre 1930 à Londres, est un historien de l'art et professeur des universités britannique, expert de l'Âge d'or de la peinture néerlandaise et important conservateur de musée.

## Biographie
Christopher John White est le fils de Gabriel Edward Ernest Francis White (1902-1988) et d'Elizabeth Grace Ardizzone (?-1958).
Il étudie à l'Université de Londres, obtient une maîtrise à l'Université d'Oxford et un doctorat à l'Institut Courtauld de l'Université de Londres.
En 1954, il rejoint le Département des Gravures et Dessins du British Museum comme assistant conservateur.
Il se marie en 1957 avec Rosemary Katharine Desages.
De 1965 à 1971, il est le directeur de la galerie de la salle de vente des œuvres des vieux maîtres Colnaghi à Londres. Il est ensuite conservateur des œuvres graphiques de la National Gallery of Art de Washington jusqu'en 1973, avant de devenir la même année directeur du Paul Mellon Center for British Art à Londres et codirecteur du Centre d'art britannique de Yale — où il est ponctuellement professeur —, puis directeur du Burlington Magazine en 1981.
Il démissionne de ces fonctions en 1985 pour diriger l'Ashmolean Museum en tant que membre du Worcester College, tous les deux à Oxford. Il y crée d'ailleurs le poste de Professeur des Arts des Pays-Bas en 1992, qu'il occupe jusqu'en 1997, année à laquelle il quitte son poste pour devenir le fidéicommissaire du Victoria and Albert Museum.
Il est actuellement vice-président du British Institute de Florence, membre du Comité de la National Art Collections Fund, fidéicommissaire du Mauritshuis de La Haye, et directeur émérite de l'Ashmolean Museum.
Christopher White est un expert de la peinture néerlandaise, et en particulier Rembrandt et Rubens, et ses ouvrages sur le sujet font référence.
Il est Commandeur de l'Ordre royal de Victoria et académicien de la British Academy.
Il a été anobli en 2001 pour ses services à l'histoire de l'art.

## Ouvrages
- (en) Christopher White, The Drawings of Rembrandt, Londres, Trustees of the British Museum, 1962
- (en) Christopher White, Rembrandt and his World, Londres, Thames & Hudson, 1964 (OCLC 774595857)
- (en) Christopher White et Karel G. Boon, Rembrandt's Etchings : An Illustrated Critical Catalogue, 2 vols, Amsterdam, Van Gendt & Co, 1969
- (en) Christopher White, Rembrandt as an Etcher: a Study of the Artist at Work. 2 vols. University Park, Pennsylvania State University Press, 1969  (ISBN 0300079532)
- (en) Christopher White, The Dutch Pictures in the Collection of Her Majesty the Queen, New York, Cambridge University Press, 1982
- (en) Christopher White, David Alexander, Ellen D'Oench, Rembrandt in Eighteenth Century England, New Haven, Yale Center for British Art, 1983
- (en) Christopher White, Peter Paul Rubens: Man and Artist, New Haven, Yale University Press, 1987 — prix Eugène Baie
- (en) Christopher White, Crawley, Charlotte, The Dutch and Flemish Drawings of the Fifteenth to the Early Nineteenth Centuries in the Collection of Her Majesty the Queen at Windsor Castle, New York, Cambridge University Press, 1994
- (en) Christopher White, Anthony van Dyck: Thomas Howard, The Earl of Arundel, Malibu (Californie), Paul Getty Museum, 1995
- (en) Christopher White [Ashmolean Museum], Catalogue of the Collection of Paintings: Dutch, Flemish, and German Paintings before 1900 (Excluding the Daisy Linda Ward Collection), New York, Oxford University Press, 1999
- (en) Christopher White, Quentin Buvelot, Rembrandt by Himself, Londres, National Gallery Publications, 1999
- (en) Christopher White, Paul Coldwell, Edward Ardizzone's World: the Etchings and Lithographs: an Introduction and Catalogue Raisonné, Londres, Unicorn Press/Wolseley Fine Arts, 2000
- (en) Christopher White, The late etchings of Rembrandt : a study in the development of a print, Londres, 1969 (OCLC 487651241)